# Wilhelm Hillek
Wilhelm Hillek (* 4. Juli 1927; † 23. Dezember 2009) war Oberst im Ruhestand des Österreichischen Bundesheeres und Herausgeber verschiedener Bücher über die Wehrmacht.

## Leben
In den Jahren 1944 und 1945 diente Hillek in der Wehrmacht, zuerst bei der Kriegsmarine, dann bei der Heeresflak.
Nach dem Zweiten Weltkrieg gehörte er der Österreichischen Bundesgendarmerie an. In den Jahren 1956/1957 absolvierte er die Theresianische Militärakademie in Enns. 1986 trat er aus dem aktiven Dienst aus.
Hillek war anschließend u. a. als Autor der rechtsextremen National-Zeitung – Deutsche Wochenzeitung tätig, veröffentlichte aber auch in anderen rechtsextremen, österreichischen Publikationen. Zusätzlich war er Buchautor im rechtsextremen FZ-Verlag.

In seinem Beitrag Deutschlands „neue Schuld“? schreibt er 1994 zu dem in Jugoslawien wegen Kriegsverbrechen zum Tode verurteilten Generaloberst Alexander Löhr, dass dieser eine:
...wahre Zierde deutschen Soldatentums...
gewesen sei.
1997 wurde in Bezug auf die Drucksache 13/5263 im Deutschen Bundestag verhandelt und festgestellt, dass im Buch Deutsche Soldaten – Mörder oder Helden „rechtsextreme Bestrebungen enthalten“ seien.

Mitte Dezember 2011 wurde Hillek bei einer Diskussion zum DÖW im Wiener Gemeinderat durch den deutschnationalen FPÖ-Politiker Wolfgang Jung als Beispiel in Bezug auf „Denunziationslisten“ der Organisation angeführt:
Dort haben ich einen Herrn Wilhelm Hillek aus Lochau, Oberst in Ruhe, gefunden – ich kenne ihn nicht –, der Beiträge in „Der Hobel“, „Fakten“, „Die Kameradschaft“ – das ist die Zeitung des Kameradschaftsbunds – geschrieben und der sich getraut hat, in der „Umwelt“ und im „Eckartboten“ zu schreiben. – Das ist ein Grund, ihn in der Liste der rechtsradikalen Was–weiß–Ich anzuführen! – So arbeitet der Verein!

## Auszeichnungen und Ehrenzeichen (Auszug)
- 1964: Goldene Medaille für Verdienste um die Republik Österreich
- 1982: Goldenes Ehrenzeichen für Verdienste um die Republik Österreich[6]

## Publikationen (Auswahl)
- Deutschlands „neue Schuld“? In: NZ, 33, 1994.
- Der Überlebenskampf der deutschen Elsässer. In: NZ, 52, 1994.
- EU, was nun? In: NZ, 1995.
- Die langlebigste große Lüge. In: NZ, 8, 1996.
- Deutscher Widerstand: Was stimmt? In: NZ, 22, 1996.
- Die Schlacht am Skagerrak. In: NZ, 23, 1996.
- Stalins „Fackelmänner-Befehl“. In: NZ, 12, 1997.
- Deutsche Soldaten – Mörder oder Helden. FZ-Verlag, München 1997, ISBN 3-924309-35-3.
- Krieg gegen Deutschland „nicht zu vermeiden“. In: NZ, 17, 2000.
- Wilhelm Hillek (Hrsg.): Die Wehrmacht als Befreierin – was ist wahr? Erörterungen zu einem kontroversen Aspekt der Zeitgeschichte, FZ-Verlag, München 2000, ISBN 3-924309-54-X.